# 拉回丛
数学上，拉回丛（pullback bundle）或导出丛（induced bundle）是纤维丛理论中的常见构造。令 π : E → B为以F为纤维的纤维丛，并令f : B′ → B为任意连续映射。则，f自然地诱导出一个纤维丛 π′ : f*E → B′，它也以F为纤维。大致来讲，只需要说在点x的纤维是在点f(x)的纤维就可以了；然后用不交并将所有纤维合起来。
如果要更形式化一些，可以定义
{\displaystyle f^{*}E=\{(x,e)\in B'\times E\mid f(x)=\pi (e)\}}
投影映射π′ : f*E → B′由下式给出
{\displaystyle \pi '(x,e)=x.\,}
到第二个因子的投影给出了一个映射{\displaystyle {\tilde {f}}\colon f^{*}E\to E}满足如下交换图:
若{Ui, φi)为一E的局部平凡化，则(f−1Ui, ψi)是f*E的局部平凡化，其中
{\displaystyle \psi _{i}(x,e)=(x,{\mbox{proj}}_{2}(\phi _{i}(e))).\,}
然后，f*E就是B′上以F为纤维的纤维丛了。f*E称为拉回丛或由f诱导的丛。映射{\displaystyle {\tilde {f}}}是覆盖f的丛的一个态射。
若丛E → B有结构群 G，其变换函数为tij，则拉回丛f*E也有结构群G。f*E中的变换函数为
{\displaystyle f^{*}t_{ij}=t_{ij}\circ f.}
若E → B是向量丛或主丛则拉回丛f*E也是同类的丛。在主丛的情况，G在f*E上的作用为
{\displaystyle (x,e)\cdot g=(x,e\cdot g)}
因此，映射{\displaystyle {\tilde {f}}}是右等变的，并定义了一个主丛间的态射。
用范畴论的语言，拉回丛的构造是更一般的范畴拉回的一个例子。因此，它满足相应的泛性质。

## 丛和层
丛的拉回是很直接的，所以丛是本质上逆变的。与此形成对比的是，一个层是本质上协变的：其直接的构造是层的直接像。虽然每个丛都有一个截面的层，其变化是相反的。这个分歧在很多领域是一个好处。但是必须注意层的直接像相对于丛而言没有一个闭属性。取层的直接像经常可能导致产生一个不是'丛的截面'类型的新层。
因此，丛的前推的概念虽然不是没有，而且实际上很重要，但这个概念产生的对象可能在一般情况下不是丛。